# Hortar
Hortar (lateinisch Hortharius; † 364) war ein alamannischer Gau-König im 4. Jahrhundert.
Der römische Historiker Ammianus Marcellinus berichtet: Nach einer siegreichen Schlacht gegen den römischen Heermeister Barbatio 357 bei Rauracum (Kaiseraugst) versammelten die Alamannenkönige Hortar, Suomar, Ur, Ursicinus und Vestralp unter der Führung von Chnodomar und Agenarich (Serapio) ihre Heere und zogen gegen den römischen Befehlshaber Severus in die Schlacht von Argentoratum. Nach verlorener Schlacht konnte Hortar sein Leben und Land gegen Lieferung von Gespannen und Baumaterial behalten.
358 schloss der Caesar (Unterkaiser) Julian mit Hortar einen Friedensvertrag. Hortar begann eine Karriere im römischen Militärdienst. Nach seinem Amtsantritt am 25. Februar 364 begann Kaiser Valentinian I., alle Alamannen aus höheren Armeeämtern zu beseitigen. Von Hortar wurde unter der Folter ein „Geständnis“ erpresst, wonach er gegen den Staat gerichtete Briefe an andere Alamannenfürsten geschickt haben soll. Daraufhin wurde er zum Tod durch die Flammen verurteilt.
Vermutlich ein anderer Hortar wurde im Jahre 372 zusammen mit Bitherid, einem Fürsten der Bukinobanten, von Valentinian I. als Truppenführer im römischen Heer eingesetzt.